# Солано (округ)
Сола́но (англ. Solano County) — округ на северо-западе центральной части штата Калифорния, США. Население округа по данным переписи 2010 года составляет 413 344 человека. Административный центр — город Фэрфилд; крупнейший город — Вальехо.

## География
Общая площадь округа равняется 2350 км², из которых 2130 км² составляет суша и 220 км² (9,3 %) — водные поверхности. Граничит с округом Контра-Коста (на юге), округами Сонома и Напа (на западе), округом Йоло (на севере) и округом Сакраменто (на востоке).

## Климат
Согласно данным представленным Национальной метеорологической службой США, согласно системе классификации климатов Кёппена,  в округе Солано преимущественно тёплый летний средиземноморский климат, на климатических картах сокращённо обозначаемый аббревиатурой «Csb» (в ряде мест «Csa»).

## Население
По данным переписи 2000 года, население округа составляет 394 542 человека. Плотность населения равняется 168 чел/км². Расовый состав округа включает 56,4 % белых; 14,9 % чёрных или афроамериканцев; 0,8 % коренных американцев; 12,8 % азиатов; 0,8 % выходцев с тихоокеанских островов; 8,0 % представителей других рас и 6,4 % представителей двух и более рас. 17,64 % из всех рас — латиноамериканцы. Для 75,7 % населения родным языком является английский; для 12,1 % — испанский и для 6,6 % — тагальский.
Из 130 403 домохозяйств 39,9 % имеют детей в возрасте до 18 лет, 55,7 % являются супружескими парами, проживающими вместе, 13,8 % являются женщинами, проживающими без мужей, а 25,3 % не имеют семьи. 19,6 % всех домохозяйств состоят из отдельно проживающих лиц, в 6,5 % домохозяйств проживают одинокие люди в возрасте 65 лет и старше. Средний размер домохозяйства составил 2,90, а средний размер семьи — 3,33.
В округе проживает 28,3 % населения в возрасте до 18 лет; 9,2 % от 18 до 24 лет; 31,3 % от 25 до 44 лет; 21,7 % от 45 до 64 лет и 9,5 % в возрасте 65 лет и старше. Средний возраст населения — 34 года. На каждые 100 женщин приходится 101,5 мужчин. На каждые 100 женщин в возрасте 18 лет и старше приходится 100,2 мужчин.
Средний доход на домашнее хозяйство составил $54 099, а средний доход на семью $60 597. Доход на душу населения равен $21 731.
Динамика численности населения по годам:
| 1950    | 1960    | 1970    | 1980    | 1990    | 2000    | 2010    |
| ------- | ------- | ------- | ------- | ------- | ------- | ------- |
| 104 833 | 134 597 | 169 941 | 235 203 | 340 421 | 394 542 | 413 344 |